# 帽儿山西站
帽儿山西站位于中华人民共和国黑龙江省哈尔滨市尚志市帽儿山镇，是哈牡客运专线上的高铁站，于2018年12月26日启用，由中国铁路哈尔滨局集团有限公司管辖。

## 車站周邊
通过 301国道与 绥满高速相连。
- 帽儿山镇
- 帽儿山国家森林公园[2]

## 歷史
- 2018年12月26日启用。